# Eugeniusz Olszewski

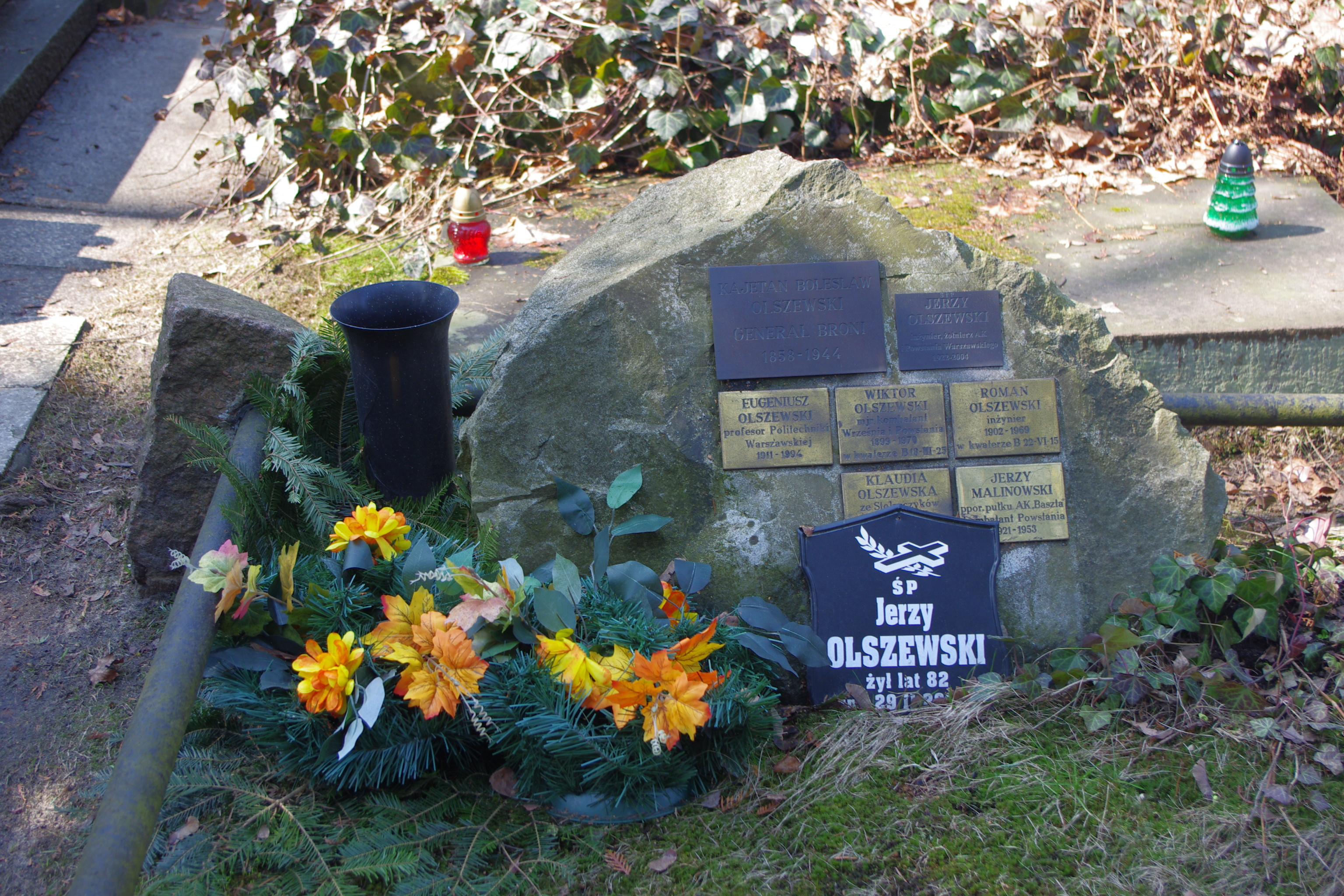
Grób prof. Eugeniusza Olszewskiego (1911–1994) i gen. Kajetana Bolesława Olszewskiego (1858–1944) na cmentarzu Wojskowym na Powązkach w Warszawie

Eugeniusz Olszewski (ur. 21 listopada?/4 grudnia 1911 w Saratowie, zm. 1 czerwca 1994 w Warszawie) – polski profesor, inżynier i historyk techniki. Twórca pierwszej w Polsce Katedry Historii Techniki (1956–1969).

## Życiorys
Urodził się w rodzinie Kajetana Bolesława i Zofii z Tomaszewiczów (1877–1932). W 1929 ukończył Państwowe Gimnazjum im. Stefana Batorego w Warszawie, następnie Oddział Budownictwa Wodnego i Melioracji na Wydziale Inżynierii Politechniki Warszawskiej, gdzie w 1935 otrzymał stopień inżyniera dróg i mostów. Podczas studiów w 1934 był członkiem Legionu Młodych.
W latach 1935–1937 pracował w Departamencie Budownictwa Ministerstwa Spraw Wojskowych oraz Biurze Projektów i Studiów Polskich Kolei Państwowych w Warszawie, w latach 1937–1939 zajmował się wolną praktyką konstruktorską. Jednocześnie od listopada 1937 związał się z Politechniką Warszawską, gdzie został starszym asystentem w Zakładzie Mechaniki Teoretycznej na Wydziale Inżynierii.
W czasie okupacji niemieckiej, w latach 1939–1940 pracował w przedsiębiorstwie budowlanym, prowadząc drobne roboty budowlano-remontowe, następnie w latach 1940–1941 w Biurze Technicznym S. Biernackiego, w latach 1941–1942 był nauczycielem w Państwowej Szkole Budownictwa II stopnia, skąd przeszedł na stanowisko starszego asystenta w Zakładzie Wytrzymałości Materiałów Państwowej Wyższej Szkole Technicznej (1942–1944), gdzie prowadził ćwiczenia z wytrzymałości materiałów.
Po wyzwoleniu Warszawy, od stycznia do marca 1945 p.o. naczelnika wydziału w Ministerstwie Komunikacji, opracowywał wówczas uproszczone konstrukcje mostów drewnianych możliwych do szybkiego postawienia. Następnie, w okresie marzec 1945 - styczeń 1946 był zastępcą naczelnika Wydziału Planowania Gospodarczego w Biurze Odbudowy Stolicy, od lutego 1946 do stycznia 1948 - naczelnikiem Wydziału Planów Inwestycyjnych w Ministerstwie Odbudowy, od lutego 1948 do kwietnia 1949 - dyrektorem biura w Głównym Urzędzie Planowania Przestrzennego, od maja 1949 do kwietnia 1950 - dyrektorem naczelnego Centralnego Biura Projektów Architektonicznych i Budowlanych. Równocześnie był związany z Politechniką Warszawską, od marca 1945 pełnił funkcję starszego asystenta i adiunkta przy Zakładzie Statyki Budowli Wydziału Inżynierii. W maju 1945 uzyskał stopień doktora nauk technicznych, w 1951 profesora nadzwyczajnego, w 1966 profesora zwyczajnego. Od 1948 należał do Polskiej Zjednoczonej Partii Robotniczej. Od 1951 kierował na Politechnice Warszawskiej stworzoną przez siebie Katedrą Historii Techniki, w tym samym roku został członkiem Towarzystwa Naukowego Warszawskiego. Był kierownikiem Zespołu Naukoznawstwa i Technoznawstwa Zakładu Podstaw Filozofii Marksistowskiej Instytutu Nauk Ekonomiczno-Społecznych Politechniki Warszawskiej. W Zakładzie Historii Nauki i Techniki PAN prowadził Zespół Badań nad Zagadnieniami Rewolucji Naukowo-Technicznej. Był też jednym z założycieli oraz wiceprezesem i członkiem honorowym Polskiego Towarzystwa Historii Techniki oraz członkiem Rady Sekcji Historii Nauki Międzynarodowej Unii Historii i Filozofii Nauki, przewodniczącym Komitetu Międzynarodowej Współpracy w Zakresie Historii Techniki i członkiem korespondentem Międzynarodowej Akademii Historii Nauki.
Zmarł w Warszawie, spoczywa w grobie rodzinnym na cmentarzu Wojskowym na Powązkach (kwatera A14-6-4/5).

## Ordery i odznaczenia
- Krzyż Oficerskim Orderu Odrodzenia Polski (1961)
- Krzyż Kawalerski Orderu Odrodzenia Polski (1956)
- Złoty Krzyż Zasługi (dwukrotnie: 19 lipca 1946[10], 1954)
- Medal 10-lecia Polski Ludowej (19 stycznia 1955)[11]
- Medal im. Mikołaja Kopernika (1973)
- Odznaka 1000-lecia Państwa Polskiego (1966)
- Odznaka tytułu honorowego „Zasłużony Nauczyciel PRL” (1985)
- Złota Odznaka ZNP (1958)
- Złota Odznaka Towarzystwa Przyjaźni Polsko-Radzieckiej (1967)
- Złota Odznaka Polskiego Związku Inżynierów i Techników Budownictwa (1960)
- Złota Odznaka NOT (1973)
- Srebrna Odznaka Towarzystwa Urbanistów Polskich (1973)
- Odznaka Honorowa Zrzeszenia Studentów Polskich (1963)
- Brązowa Odznaka Górska Towarzystwa Turystyczno-Krajoznawczego (1953)

Źródło.